# Senés de Alcubierre
Senés de Alcubierre és un municipi aragonès situat a la província d'Osca i enquadrat a la comarca dels Monegres.

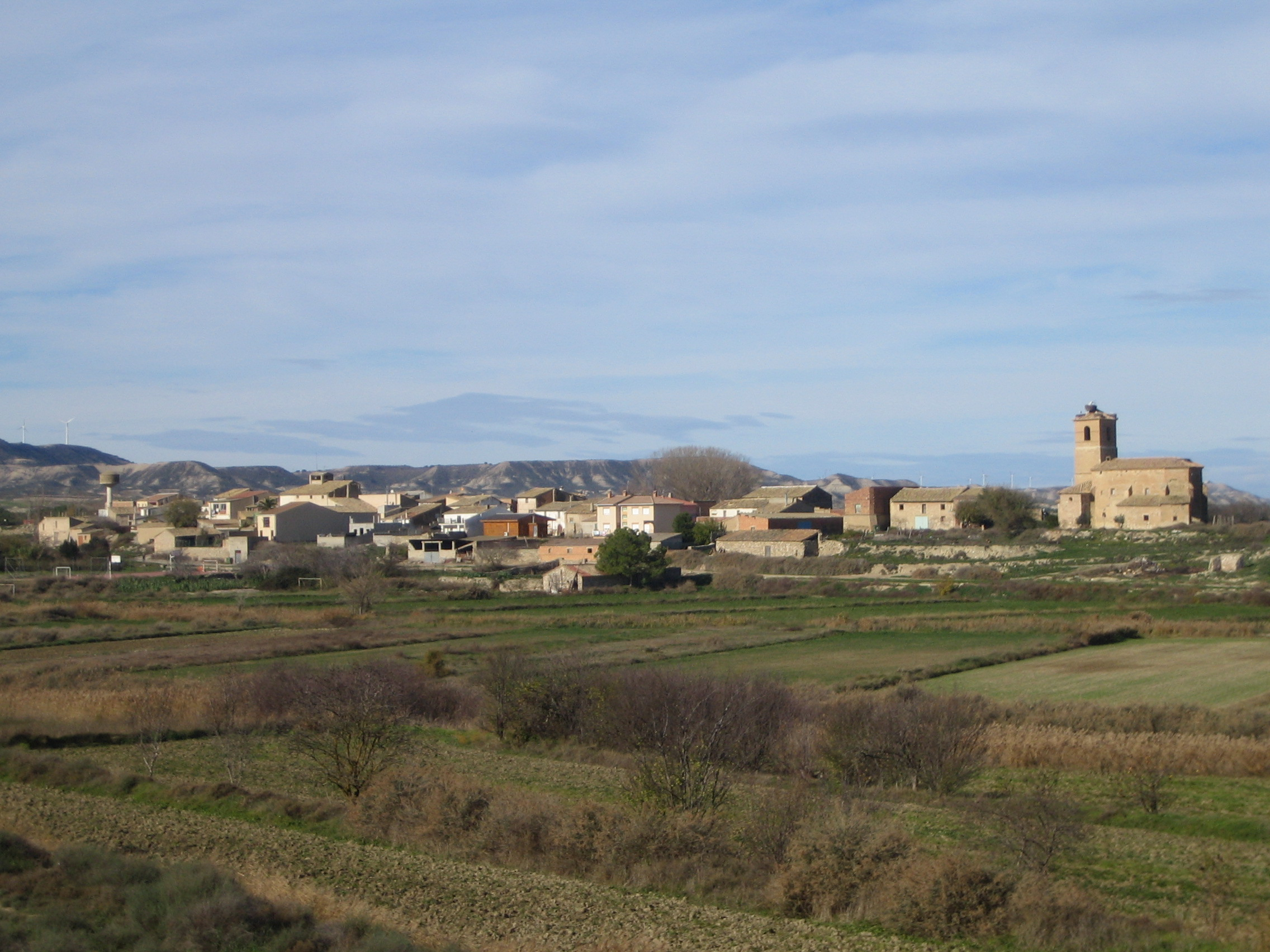
Senés de Alcubierre.